# Elias Salomon
Elias Salomon (* 27. Januar 1814 in Heilsberg; † 5. Februar 1885 in Bromberg) war ein deutscher Mediziner.

## Leben
Elias Salomon wurde als Sohn des Kaufmanns Gerson Salomon geboren. Zum Studium der Medizin ging er an die Universität Königsberg. 1837 wurde er dort Mitglied der Corpslandsmannschaft Normannia. Nach Abschluss des Studiums und Promotion zum Dr. med. ließ er sich als praktischer Arzt in Szamocin nieder. Später war er Sanitätsrat in Bromberg. 1861 beteiligte er sich an einem von der süddeutschen psychiatrischen Gesellschaft ausgeschriebenen wissenschaftlichen Wettbewerb zum Thema „Welches sind die Ursachen der in neuester Zeit so sehr überhand nehmenden Selbstmorde und welche Mittel sind zur Verhütung anzuwenden?“ Mittels statistischer Methoden, damals ein Novum in der Medizin, konnte er nachweisen, dass die Fragestellung für den wissenschaftlichen Wettbewerb von irrtümlichen Annahmen ausging und es keinen generellen Anstieg von Suizidfällen gegeben hatte. 
Als Dichter schuf er den Text des bekannten Studentenlieds Fiducit. Weihnachten 1835 widmete er Karl Rosenkranz, dem Nachfolger Immanuel Kants auf dem Lehrstuhl für Philosophie in Königsberg, als Zeichen seiner Verehrung des akademischen Lehrers einige Gedichte.
Die Corpslandsmannschaft Normannia Königsberg wählte Elias Salomon zum Ehrenmitglied.

## Schriften
- Studentenlied: Fiducit (Es hatten drei Gesellen ein fein Kollegium...), 1835, Melodie von August Wilhelm Briesewitz[4]
- Welches sind die Ursachen der in neuester Zeit so sehr überhand nehmenden Selbstmorde und welche Mittel sind zur Verhütung anzuwenden, 1861, Digitalisat